# Long Island City Courthouse
Le Long Island City Courthouse (Palais de justice de Long Island City) est situé au 25-10 Court Square dans le quartier de Long Island City, dans le Queens, à New York. Il abritait autrefois le tribunal pénal, le tribunal de comté, le personnel du procureur de district et le bureau du shérif du comté. Aujourd'hui, le palais de justice est une autre résidence de la Cour civile de la Cour suprême du comté de Queens, qui siège également à Jamaica.

## Histoire et description
Le palais de justice a été construit à l'origine en 1874 sur un plan de l'architecte George Hathorne, et a été rénové et agrandi par Peter M. Coco en 1904. Il était considéré comme l'un des bâtiments les plus importants du comté de Queens. 
Le complexe du palais de justice de Long Island City a été désigné monument de New York en 1976  et est inscrit au registre national des lieux historiques depuis 1983. 

## Voir également
- Liste du Registre national des lieux historiques dans le comté de Queens, New York
- Liste des monuments désignés de la ville de New York dans le Queens